# Đoàn bộ

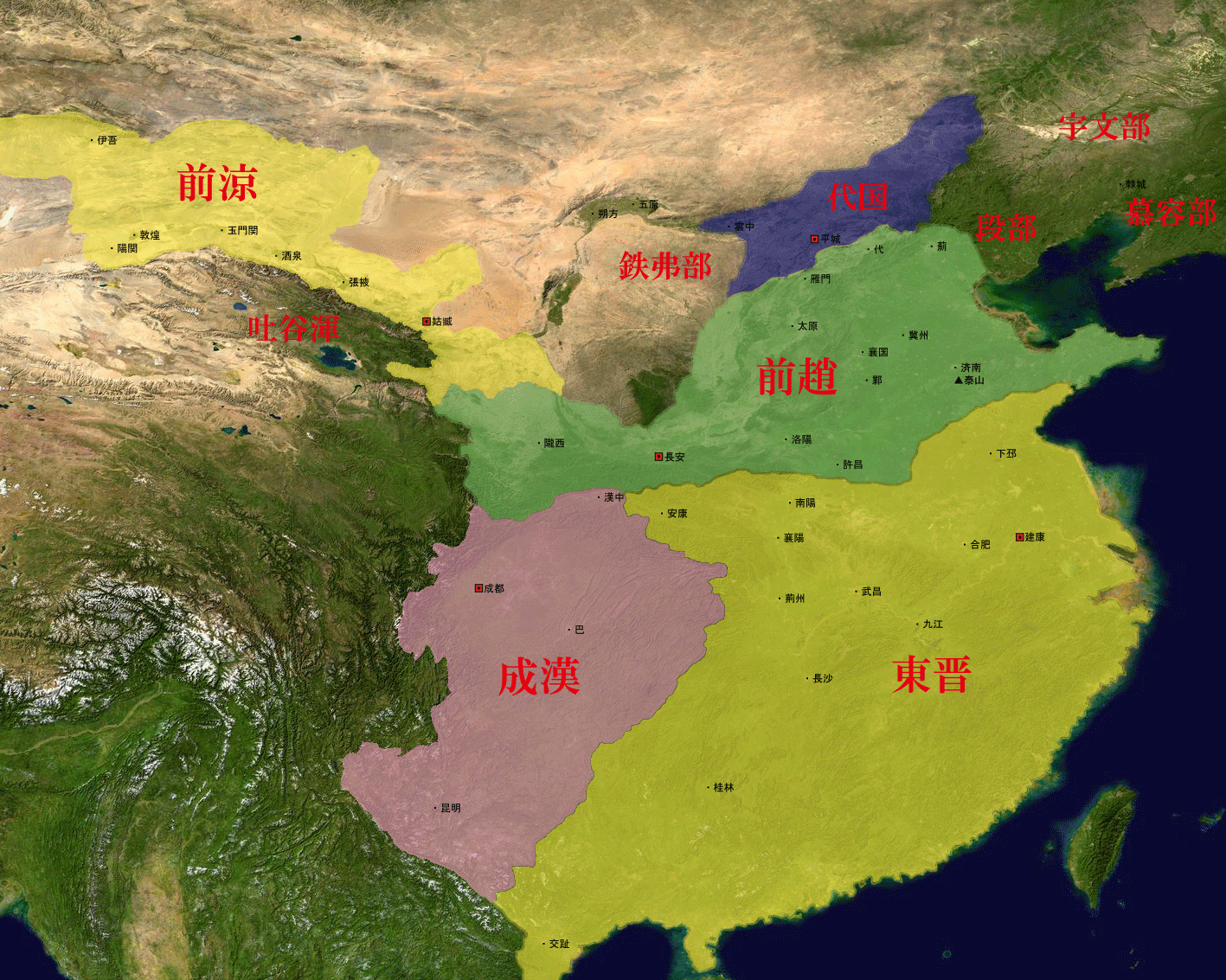
Vị trí Đoàn bộ (段部)

Đoàn (tiếng Trung: 段; bính âm: Duàn) là một nhánh của bộ tộc Tiên Ti vào thời nhà Tấn và Ngũ Hồ thập lục quốc trong lịch sử Trung Quốc. Lãnh thổ của Đoàn bộ ước tính nằm ở khu vực hành lang Liêu Tây phía bắc của tỉnh Hà Bắc. Ngoài Đoàn bộ, thời kỳ này còn có các bộ lạc Tiên Ti khác: Mộ Dung Bộ, Vũ Văn bộ, đều là một bộ phận của đông bộ Tiên Ti, nhưng trong đó Đoàn bộ được coi là bộ lạc mạnh nhất, thủ lĩnh của Đoàn bộ mang họ Đoàn.

## Lịch sử
Theo Ngụy thư, thủ lĩnh đầu tiên của Đoàn bộ có danh tính là Đoàn Nhật Lục Quyến, song Tấn thư lại chép là Đoàn Tựu Lục Quyến (段就陸眷).
Thời kỳ trị vì của thủ lĩnh thứ ba là Đoàn Vụ Mục Trần cũng trùng khớp với sự bắt đầu của giai đoạn được gọi là "Ngũ Hồ loạn Hoa" trong lịch sử Trung Quốc, nhưng lúc đó tướng lĩnh U Châu (幽州) là Vương Tuấn (王浚) nhận thấy rằng thiên hạ rồi sẽ đại loạn nên đã hướng ra bên ngoài kết viện, ông ta gả một con gái cho Đoàn Vụ Mục Trần và đề nghị triều đình nhà Tấn phong cho Đoàn Vụ Mục Trần là Liêu Tây công, ban cho Đoàn Vụ Mục Trần quận Liêu Tây. Chính quyền này do đó cũng được gọi là "Liêu Tây công quốc", đô thành đặt tại Lệnh Chi (令支) Sử sách đương thời viết rằng Đoàn bộ Tiên Ti "cứ hữu đất Liêu Tây, xưng thần với Tấn. Xứ này có hơn 3 vạn nóc nhà, có tới bốn hoặc năm vạn con ngựa". Đoàn bộ trở thành một trong các lực lượng tác chiến người ngoại tộc hợp tác với Tây Tần ở phương Bắc. Bấy giờ, ở phía tây của Vương Tuấn, Lưu Côn cũng hợp tác với Thác Bạt Tiên Ti, và liên minh giữa Vương Tuấn và Đoàn bộ không tương hợp. Vì thế, Thạch Lặc ở mặt nam đã thừa cơ lợi dụng.
Đến thời người cai trị thứ 4 là Đoàn Tựu Lục Quyến, do thất bại trước quân của Thạch Lặc nên Đoàn bộ đã chuyển sang phụ thuộc vào Thạch Lặc và cùng với Thạch Lặc lập ra nước Hậu Triệu sau đó. Đến thời thủ lĩnh thứ tám là Đoàn Liêu, Đoàn bộ thường bị Tiền Yên và Hậu Triệu xâm lấn, năm 399, lãnh thổ Đoàn bộ bị hai nước này phân chia, Liêu Tây công quốc bị tiêu diệt. Song sau đó, đến năm 343, Hậu Triệu lại ủy phái em trai của Đoàn Liêu là Đoàn Lan (段蘭) đến trấn thủ tại cố đô Lệnh Chi.
Sau khi Đoàn Loan qua đời, con trai là Đoàn Kham (段龕) vẫn tiếp tục thống trị bộ lạc. Năm 350, Nhiễm Mẫn biến loạn, Trung Nguyên một lần nữa lại rơi vào đại loạn, Đoàn Kham thừa cơ xưng là "Tề vương" tại Quảng Cố (廣固), tuy nhiên không lâu sau đó đã quy hàng Đông Tấn, được Đông Tấn phong là Tề công, song lực lượng của ông ta về cơ phải vẫn khống chế khu vực bán đảo Sơn Đông, thế lực khá cường thịnh. Năm 352, một thủ lĩnh Đoàn bộ là Đoàn Cần (段勤) (con trai của Đoàn Mạt Ba]] (段末波) đã tự xưng là "Triệu Đế" ở Dịch Mạc (繹幕), sau đó hai thế lực phân biệt nhau. Năm 352, Đoàn Cần và Đoàn Kham đã đầu hàng Tiền Yên, người dân bộ lạc bị Tiền Yên sát hại, Đoàn bộ Tiên Ti bị tiêu diệt nhưng không hoàn toàn diệt vong.
Bộ tộc Đoàn của các vua Đoàn bộ xuất nguyên từ đông Tiên Ti từ thời nhà Hán, từng liên hợp cùng Lưu Côn (271-318) ở Tấn Dương, sau bị người Yết Hồ của Hậu Triệu đánh bại và chạy tản mát vào Trung Nguyên rồi bị Hán hóa, trong đó có tướng Đoàn Ổi được Tào Tháo nhân danh Hiến Đế phong làm An nam tướng quân, thăng Trấn viễn tướng quân, chức Bắc Địa thái thú, tước Duyệt Hương hầu. Một số chạy sang các nước Tây Yên, Bắc Lương thời Ngũ Hồ thập lục quốc, trong đó có Đoàn Tùy vua duy nhất của nước Tây Yên không mang họ Mộ Dung, Đoàn Nghiệp vua đầu tiên của nước Bắc Lương. Một số nhà nghiên cứu cho rằng bộ tộc Đoàn bộ này còn liên quan tới các vị quân chủ họ Đoàn của Vương quốc Đại Lý sau này. Trong số đó một số hậu duệ di cư sang Việt Nam từ Đại Lý và Trung Nguyên, nhưng chưa có căn cứ chứng minh cho điều đó.

## Danh sách vua Đoàn bộ
| Danh tính                                                        | Thời gian tại vị |
| ---------------------------------------------------------------- | ---------------- |
| Đoàn Nhật Lục Quyến (段日陸眷) hay Đoàn Tựu Lục Quyến (段就陸眷) | ？               |
| Đoàn Khất Chân (段乞珍)                                          | ？               |
| Đoàn Vụ Mục Trần (段務目塵) hay Đoàn Vụ Vật Trần (段務勿塵)      | 303—310          |
| Đoàn Tựu Lục Quyến (段就六眷) hay Đoàn Tật Lục Quyến (段疾陸眷)  | 310—318          |
| Đoàn Thiệp Phục Thần (段涉復辰)                                  | 318              |
| Đoàn Mạt Ba (段末波) hay Đoàn Mạt Bôi (段末杯/段末柸）           | 318—325          |
| Đoàn Nha (段牙)                                                  | 325              |
| Đoàn Liêu (段遼) hay Đoàn Hộ Liêu (段護遼)                       | 325—338          |
| Đoàn Lan (段蘭) hay Đoàn Uất Lan (段鬱蘭)                        | 343—？           |
| Đoàn Kham (段龕) (sau xưng Tề Vương)                             | ？—356           |
| Đoàn Cần (段勤) (sau xưng Triệu Đế)                              | 350—352          |